# Quixelô
Quixelô é um município brasileiro do estado do Ceará. Localizado da Região do Centro Sul cearense. Sua população estimada em 2021 era de 24.473 habitantes.

## Toponímia
O nome é de origem indígena, em referência à um povo que habitou essa região, os "Quixelôs" que quase foram exterminados no século XVIII pelos colonizadores, ainda um outro povo descendente destes, os Kariri-Quixelôs, ainda residem em Iguatu. Bom Jesus de Quixelô, era assim que o distrito era conhecido até meados da segunda metade do século XX.

## História
Quixelô foi emancipado de Iguatu em 1985 através de um plebiscito.
A presença atual dos descendentes dos Quixelô, alguns com viva memória sobre seus avós e antepassados indígenas questionam o discurso colonialista sobre o "extermínio" dos Quixelô, no passado, e sua "inexistência" na atualidade. Vejamos o relato de Pe Couto que  mostra a vitalidade da tradição Quixelô em 1958. Ele não era Quixelô, mas teve contato direto com essa população, a qual se refere como "aquela mesma gente" de "mesma feição", que mantêm "Aquele modus vivendi primitivo, recebido de seus maiorais, qual uma tradição sagrada, não se altera. Donde, quem quer se abalance a contrariá-los em seus seculares hábitos e costumes, verá, de frente, insatisfeita, uma população, que se julga ferida em seus bens etnológicos, herdados.(COUTO, 1960: 26). Há um Sertão indígena Quixelô a ser conhecido e reconhecido.
Fortalecendo as teorias que ainda existem Quixelôs no Ceará, foram reconhecidos uma etnia descendente destes, os Kariri-Quixelôs, na cidade de Iguatu.

## Geografia

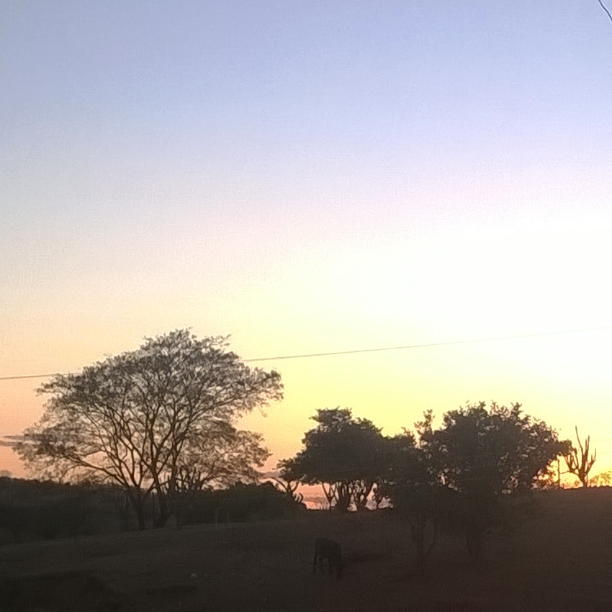
Vista do Sítio Faé

O município está situado a uma distância de 22 quilômetros de Iguatu, capital regional do centro-sul cearense, cidade da qual era distrito e foi desmembrado em 1985. Suas histórias políticas, econômicas e culturais, no entanto, continuam fortemente unidas. O pequeno município com cerca de 16 mil habitantes, tem Iguatu como cidade irmã.
O município de Quixelô durante longos anos teve como fundamento econômico a cultura do algodão, até que a praga do bicudo dizimasse essa cultura no Ceará e no Nordeste. A base da economia quixeloense permanece na agricultura, principalmente no cultivo do arroz e na pecuária leiteira.
Grande parte do município é banhado pelas águas do Açude Orós, facilitando, assim, a irrigação dos terrenos ribeirinhos e a pesca. Em outras regiões do município foram construídos dois grandes açudes, quais sejam, Açude Angicos, localizado na região de mesmo nome com capacidade de cerca de 9 milhões de metros cúbicos e Açude da Carnaubinha do Faé localizado no Vale do Faé com capacidade de cerca de 24 milhões de metros cúbicos.